# Hopman Cup
Hopman Cup là một giải quần vợt quốc tế thi đấu trên sân cứng trong nhà, hàng năm được tổ chức tại Perth, miền tây nước Úc vào đầu tháng 1 (đôi khi bắt đầu vào cuối tháng).
Giải đấu được đặt theo tên của Harry Hopman (1906–1985), một cựu tay vợt người Úc và là người đã dẫn dắt đội tuyển quốc gia giành được 15 danh hiệu Davis Cup trong những năm 1938 đến 1969.
Giải đấu thuộc sự quản lý của Liên đoàn quần vợt Quốc tế (ITF), kết quả thi đấu của các tay vợt không gây ảnh hưởng đến điểm số/ xếp hạng của họ. Giải đấu được phủ sóng truyền hình rộng rãi tại Úc.
Vào năm 2013, Hopman Cup lần đầu được tổ chức ở Perth Arena.

## Thể thức thi đấu
Không giống như Davis Cup hay Fed Cup - 2 giải đấu đồng đội chỉ dành cho nam hoặc nữ, Hopman Cup là giải đấu đồng đội cho cả nam và nữ đại diện cho quốc gia của họ.
Sau vòng loại sẽ có 8 đội chơi tham gia vào giải đấu. Mỗi đội gồm một tay vợt nam và một tay vợt nữ. Mỗi trận đấu giữa hai đội bao gồm:
- Một trận đấu đơn nữ
- Một trận đấu đơn nam
- Một trận đánh đôi nam, nữ

Tám đội được chia thành hai bảng đấu, các đội trong 1 bảng sẽ thi đấu lần lượt với nhau. 2 đội mạnh nhất bảng sẽ gặp nhau trong trận chung kết để xác định nhà vô địch.

## Quản lý
Năm 2014, giám đốc của Hopman Cup là Paul Kilderry sau khi Steve Ayles từ chức. Trước đây, cựu tay vợt người Úc Paul McNamee, người đóng vai trò quan trọng trong việc thành lập giải đấu là giám đốc của giải.

## Kết quả thi đấu

### Các đội vô địch gần nhất
| Năm          | Vô địch             | Tỉ số                | Á quân               | Vô địch nữ                  | Vô địch nam                 | Á quân nữ               | Á quân nam              |
| ------------ | ------------------- | -------------------- | -------------------- | --------------------------- | --------------------------- | ----------------------- | ----------------------- |
| 1989         | Tiệp Khắc           | 2–0                  | Úc                   | Helena Suková               | Miloslav Mečíř              | Hana Mandlíková         | Pat Cash                |
| 1990         | Tây Ban Nha         | 2–1                  | Hoa Kỳ               | Arantxa Sánchez Vicario     | Emilio Sánchez              | Pam Shriver             | John McEnroe            |
| 1991         | Nam Tư              | 3–0                  | Hoa Kỳ (2)           | Monica Seles                | Goran Prpić                 | Zina Garrison           | David Wheaton           |
| 1992         | Thụy Sĩ             | 2–1                  | Tiệp Khắc            | Manuela Maleeva-Fragniere   | Jakob Hlasek                | Helena Suková           | Karel Nováček           |
| 1993         | Đức                 | 2–0                  | Tây Ban Nha          | Steffi Graf                 | Michael Stich               | Arantxa Sánchez         | Emilio Sánchez          |
| 1994         | Cộng hòa Séc        | 2–1                  | Đức                  | Jana Novotná                | Petr Korda                  | Anke Huber              | Bernd Karbacher         |
| 1995         | Đức (2)             | 2–0                  | Ukraina              | Anke Huber                  | Boris Becker                | Natalia Medvedeva       | Andrei Medvedev         |
| 1996         | Croatia             | 2–1                  | Thụy Sĩ              | Iva Majoli                  | Goran Ivanišević            | Martina Hingis          | Marc Rosset             |
| 1997         | Hoa Kỳ              | 2–1                  | Nam Phi              | Chanda Rubin                | Justin Gimelstob            | Amanda Coetzer          | Wayne Ferreira          |
| 1998         | Slovakia            | 2–1                  | Pháp                 | Karina Habšudová            | Karol Kučera                | Mary Pierce             | Cédric Pioline          |
| 1999         | Úc                  | 2–1                  | Thụy Điển            | Jelena Dokić                | Mark Philippoussis          | Åsa Carlsson            | Jonas Björkman          |
| 2000         | Nam Phi             | 3–0                  | Thái Lan             | Amanda Coetzer              | Wayne Ferreira              | Tamarine Tanasugarn     | Paradorn Srichaphan     |
| 2001         | Thụy Sĩ (2)         | 2–1                  | Hoa Kỳ (3)           | Martina Hingis              | Roger Federer               | Monica Seles            | Jan-Michael Gambill     |
| 2002         | Tây Ban Nha (2)     | 2–1                  | Hoa Kỳ (4)           | Arantxa Sánchez Vicario (2) | Tommy Robredo               | Monica Seles (2)        | Jan-Michael Gambill (2) |
| 2003         | Hoa Kỳ (2)          | 3–0                  | Úc (2)               | Serena Williams             | James Blake                 | Alicia Molik            | Lleyton Hewitt          |
| 2004         | Hoa Kỳ (3)          | 2–1                  | Slovakia             | Lindsay Davenport           | James Blake (2)             | Daniela Hantuchová      | Karol Kučera            |
| 2005         | Slovakia (2)        | 3–0                  | Argentina            | Daniela Hantuchová          | Dominik Hrbatý              | Gisela Dulko            | Guillermo Coria         |
| 2006         | Hoa Kỳ (4)          | 2–1                  | Hà Lan               | Lisa Raymond                | Taylor Dent                 | Michaëlla Krajicek      | Peter Wessels           |
| 2007         | Nga                 | 2–0                  | Tây Ban Nha(2)       | Nadia Petrova               | Dmitry Tursunov             | Anabel Medina Garrigues | Tommy Robredo           |
| 2008         | Hoa Kỳ (5)          | 2–1                  | Serbia               | Serena Williams (2)         | Mardy Fish                  | Jelena Janković         | Novak Djokovic          |
| 2009         | Slovakia (3)        | 2–0                  | Nga                  | Dominika Cibulková          | Dominik Hrbatý (2)          | Dinara Safina           | Marat Safin             |
| 2010         | Tây Ban Nha (3)     | 2–1                  | Anh Quốc             | MJ Martínez Sánchez         | Tommy Robredo (2)           | Laura Robson            | Andy Murray             |
| 2011         | Hoa Kỳ (6)          | 2–1                  | Bỉ                   | Bethanie Mattek-Sands       | John Isner                  | Justine Henin           | Ruben Bemelmans         |
| 2012         | Cộng hòa Séc (2)    | 2–0                  | Pháp (2)             | Petra Kvitová               | Tomáš Berdych               | Marion Bartoli          | Richard Gasquet         |
| 2013         | Tây Ban Nha (4)     | 2–1                  | Serbia (2)           | Anabel Medina Garrigues     | Fernando Verdasco           | Ana Ivanovic            | Novak Djokovic (2)      |
| 2014         | Pháp                | 2–1                  | Ba Lan               | Alizé Cornet                | Jo-Wilfried Tsonga          | Agnieszka Radwańska     | Grzegorz Panfil         |
| 2015         | Ba Lan              | 2–1                  | Hoa Kỳ (5)           | Agnieszka Radwańska         | Jerzy Janowicz              | Serena Williams         | John Isner              |
| 2016         | Úc (2)              | 2–0                  | Ukraina (2)          | Daria Gavrilova             | Nick Kyrgios                | Elina Svitolina         | Alexandr Dolgopolov     |
| 2017         | Pháp (2)            | 2–1                  | Hoa Kỳ (6)           | Kristina Mladenovic         | Richard Gasquet             | Coco Vandeweghe         | Jack Sock               |
| 2018 Đức (2) | KQ: 1-2 Thụy Sĩ(7)  | VĐ Nữ Belinda Bencic | VĐ Nam Roger Federer | Á quân nữ Ạngelique Kerber  | Á quân nam Alexander Zverev |                         |                         |
| 2019 Đức(1)  | KQ: 1-2 Thụy Sĩ (2) | VĐ nữ Belinda Bencic | VĐ Nam Roger Federer | Á quân nữAngelique Kerber   | Á quân nam Alexander Zverev |                         |                         |

### Các trận chung kết gần nhất
| Quốc gia                 | Năm vô địch                            | Á quân                           |
| ------------------------ | -------------------------------------- | -------------------------------- |
| Hoa Kỳ                   | 1997, 2003, 2004, 2006, 2008, 2011 (6) | 1990, 1991, 2001, 2002, 2015 (5) |
| Tây Ban Nha              | 1990, 2002, 2010, 2013 (4)             | 1993, 2007 (2)                   |
| Tiệp Khắc · Cộng hòa Séc | 1989, 1994, 2012 (3)                   | 1992 (1)                         |
| Slovakia                 | 1998, 2005, 2009 (3)                   | 2004 (1)                         |
| Úc                       | 1999, 2016 (2)                         | 1989, 2003 (2)                   |
| Thụy Sĩ                  | 1992, 2001 (2)                         | 1996 (1)                         |
| Đức                      | 1993, 1995 (2)                         | 1994 (1)                         |
| Pháp                     | 2014 (1)                               | 1998, 2012 (2)                   |
| Nam Phi                  | 2000 (1)                               | 1997 (1)                         |
| Nga                      | 2007 (1)                               | 2009 (1)                         |
| Ba Lan                   | 2015 (1)                               | 2014 (1)                         |
| Nam Tư                   | 1991 (1)                               | (0)                              |
| Croatia                  | 1996 (1)                               | (0)                              |
| Serbia                   | (0)                                    | 2008, 2013 (2)                   |
| Ukraina                  | (0)                                    | 1995, 2016 (2)                   |
| Thụy Điển                | (0)                                    | 1999 (1)                         |
| Thái Lan                 | (0)                                    | 2000 (1)                         |
| Argentina                | (0)                                    | 2005 (1)                         |
| Hà Lan                   | (0)                                    | 2006 (1)                         |
| Anh Quốc                 | (0)                                    | 2010 (1)                         |
| Bỉ                       | (0)                                    | 2011 (1)                         |